# Ha volna még időm
A Ha volna még időm a magyar Bikini rockegyüttes 1988-ban megjelent nagylemeze, mely az ötödik a sorban, az Ős-Bikini lemezeket nem számítva a harmadik. 2003-ban digitálisan felújított változatban is megjelent.
A dalok egy részének társszerzője volt a korábbi énekes Nagy Feró, emellett több szerzemény is felkerült, amelyeket eredetileg a Rolls Frakció játszott. Ilyen volt a "Széles, tágas", a "Tegnapi katica" (itt "Katica II." címmel), "A városban, ahol élek" (itt "Valahol Európában" címmel), vagy az "Átlátnak rajtam" (itt "Megadtam magam a mának" címmel).

## Közreműködők
- D. Nagy Lajos (ének)
- Vedres József (gitár)
- Németh Alajos (basszusgitár, billentyűs hangszerek)
- Gallai Péter (billentyűs hangszerek, ének)
- Berecz Endre (dob)
- Kató Zoltán (szaxofon)
- Hirleman Bertalan (dobprogram)

## Számok listája
| # | LP # | Cím                                               | Szerző                                   | Hossz |
| - | ---- | ------------------------------------------------- | ---------------------------------------- | ----- |
| 1 | A1   | Széles, tágas                                     | Németh Alajos - Trunkos András           | 3:23  |
| 2 | A2   | Katica II.                                        | Németh Alajos - Trunkos András           | 4:22  |
| 3 | A3   | Hazudtunk egymásnak                               | Németh Alajos - Dévényi Ádám - Nagy Feró | 4:17  |
| 4 | A4   | Ne legyek áruló                                   | Dévényi Ádám                             | 3:40  |
| 5 | A5   | Valahol Európában                                 | Németh Alajos - Trunkos András           | 4:28  |
| 6 | B1   | Legyek jó                                         | Németh Alajos - Nagy Feró                | 3:15  |
| 7 | B2   | Megadtam magam a mának                            | Trunkos András - Dévényi Ádám            | 4:50  |
| 8 | B3   | Elegünk van az egészből (Mondd, hogy mit akarunk) | Németh Alajos - Nagy Feró                | 2:55  |
| 9 | B4   | Ha volna még időm                                 | Németh Alajos - Márkus József            | 5:21  |